# 투판 하리로드 FC
투판 하리로드 FC(페르시아어: باشگاه فوتبال طوفان هریرود)는 헤라트를 연고로 하는 아프가니스탄의 축구단이다. 현재 아프가니스탄 프리미어리그에 참가하고 있다. 2012년 8월 아프가니스탄 프리미어리그 창설과 함께 설립되었으며 그린 필드라는 캐스팅 쇼를 통해 선수를 선발했다.
구단은 2012 아프간 프리미어 리그 결승전에서 시모르그 알보르즈를 2-1로 이기고 프리미어 리그 첫 시즌의 챔피언이 되었다. 또한 2018 아프간 프리미어 리그와 2019 아프간 프리미어 리그 결승전에서 샤힌 아스마예를 상대로 1-0의 점수로 두 번째 및 세 번째 타이틀을 획득했다.

## 성적
- 아프가니스탄 프리미어리그 ● 우승 (3): 2012, 2018, 2019